# Landau-Yang-Theorem
Das Landau-Yang-Theorem, auch Yangs Theorem, ist ein Satz in der Quantenfeldtheorie. Es bestimmt, welche Zerfälle eines Teilchens in zwei Photonen möglich sind beziehungsweise welche Polarisation diese Photonen nach der Zerstrahlung besitzen. Die bedeutendste Aussage des Landau-Yang-Theorems ist, dass der Zerfall eines Teilchens mit Spin 1 in zwei Photonen verboten ist. Dies führt zur Charakterisierung des Landau-Yang-Theorems als eines der No-go-Theoreme der Quantenfeldtheorie und zu einem simplen Ausschlusskriterium für den Spin eines Teilchens, dessen Zerfall in zwei Photonen beobachtet wurde. Historisch bedeutsam war dies beispielsweise für die Bestimmung des Spins des Teilchens, das im Jahr 2012 am Large Hadron Collider entdeckt wurde und damals als Kandidat für das Higgs-Boson galt. Mittlerweile ist das Higgs-Boson bestätigt.
Das Landau-Yang-Theorem wurde unabhängig voneinander in den Jahren 1948 von Lew Dawidowitsch Landau und 1949 von Chen Ning Yang  bewiesen.

## Auswahlregeln
Die Auswahlregeln, welche Zerfälle erlaubt oder verboten sind, und mit welcher Wahrscheinlichkeit die Photonen eine bestimmte Polarisation relativ zueinander haben, hängen vom Spin {\displaystyle S} und der Parität {\displaystyle P} des zerfallenden Teilchens ab:
| Spin                         | Parität             | Polarisation der Photonen | Polarisation der Photonen |
| des Mutterteilchens          | des Mutterteilchens | parallel                  | orthogonal                |
| ---------------------------- | ------------------- | ------------------------- | ------------------------- |
| {\displaystyle 0}            | {\displaystyle +}   | {\displaystyle 100\%}     | {\displaystyle 0\%}       |
| {\displaystyle 0}            | {\displaystyle -}   | {\displaystyle 0\%}       | {\displaystyle 100\%}     |
| {\displaystyle 1}            | {\displaystyle +}   | verbotener Übergang       | verbotener Übergang       |
| {\displaystyle 1}            | {\displaystyle -}   | verbotener Übergang       | verbotener Übergang       |
| {\displaystyle 2,4,6,\dots } | {\displaystyle +}   | {\displaystyle \geq 50\%} | {\displaystyle \leq 50\%} |
| {\displaystyle 2,4,6,\dots } | {\displaystyle -}   | {\displaystyle 0\%}       | {\displaystyle 100\%}     |
| {\displaystyle 3,5,7,\dots } | {\displaystyle +}   | {\displaystyle 50\%}      | {\displaystyle 50\%}      |
| {\displaystyle 3,5,7,\dots } | {\displaystyle -}   | verbotener Übergang       | verbotener Übergang       |